# عجوقة بيسكية
عجوقة بيسكية (الاسم العلمي:Ajuga piskoi) هي نوع من النباتات تتبع جنس العجوقة من الفصيلة الشفوية.